# Upham (Hampshire)
Upham è un villaggio e parrocchia civile dell'Inghilterra, appartenente alla contea dell'Hampshire.
È conosciuto perché è il villaggio che ha dato i natali a Edward Young.